# Trustco Bank Namibia

Der Sitz der Bank ist im Rockwell Center in Ongwediva

Ehemaliges Logo der Bank

Trustco Bank Namibia (bis Juni 2014 FIDES Bank Namibia) ist eine kommerzielle Bank in Namibia. Die Bank wurde im Mai 2014 von der namibischen Trustco Group übernommen.
FIDES Bank Namibia erhielt die provisorische Banklizenz am 4. August 2009, die permanente Lizenz am 1. Februar 2010
Die Institution hatte ihren Hauptsitz viele Jahre in Ongwediva in der Region Oshana, ehe dieser nach Windhoek verlegt wurde.
Gegründet als erste Mikrofinanzbank seit der Unabhängigkeit – und als eine von fünf kommerziellen Banken – hat FIDES Bank Namibia eine Banklizenz von der Bank of Namibia (Nationaler Regulator der Bankengeschäfte) erhalten.

## Geschichte
Die FIDES Bank Namibia ist aus dem Pilotprojekt Koshi Yomuti ELO entstanden.  Von 2002 bis zur Gründung der Bank 2010 war das Ziel dieses Projektes die Entwicklung von Mikrofinanzaktivitäten für die ländliche Bevölkerung. Dabei lag der Fokus bei der Unterstützung von einkommensgenerierenden Geschäftsaktivitäten dieses Kundensegmentes.
Das Projekt startete ursprünglich in der Ohangwena Region und weitete sich 2005 aus nach Ondangwa, 2006 nach Oshakati und 2007 nach Outapi aus.
Bei der Gründung der Bank wurde das Kreditportfolio des Pilotprojektes an die neue Institution übertragen. Zeitgleich begann der Aufbau eines Portfolios für kleine und mittlere Unternehmen (KMUs).

## Aktivitäten
Trustco Bank Namibia ist in zwei Produktsegmenten aktiv:
- Finanzierung von einkommensgenerieneden Aktivitäten (Mikrofinanz): Das Ziel ist, Spargelder und Kreditgeschäfte einer Kundschaft zugänglich zu machen, welche größtenteils in den ländlichen Gebieten des Landes lebt.[16] Die Entwicklung dieser Tätigkeit basiert auf einer Gruppenmethode[17] und wird fast ausschließlich von dem Teil der Bevölkerung in Anspruch genommen, welcher vom formalen namibischen Banksystem ausgeschlossen ist.[18]
- Mikro, kleine und mittlere Unternehmensfinanzierung: Das Ziel sind die halbformalen und formalen Geschäfte, welche normalerweise durch traditionelle Banken nicht gedeckt sind.[18]

Ende 2012 hatte FIDES Bank Namibia ca. 11.000 Klienten und etwas mehr als 650 Mikrofinanzgruppen.

## Geographische Präsenz und Zweigstellennetz
Trustco Bank Namibia ist in den vier 'O' Regionen im Norden Namibias Namibia (Ohangwena, Omusati, Oshana and Oshikoto) vertreten.
Die erste Filiale eröffnete Anfang 2010 in Oshakati, drei weitere wurden in Ondangwa, Oshikango und Outapi eröffnet. Die Bank plant eine Filiale in Katutura zu eröffnen.

## Eigentümerschaft
Die Trustco Bank Namibia war am Anfang in den Händen von vier Aktionären.
- Swiss Microfinance Holding[18] (30,05 %);
- KfW (24,90 %);[22]
- Investisseurs et Partenaires pour le développement aus Frankreich (22,45 %); und
- Die belgische Volksvermogen NV (12,60 %).[23][24]
- Die französische Genossenschaftsbank Crédit Coopératif (10,00 % – seit 2011)[19]

Die Bank wurde im Mai 2014 von der namibischen Trustco Group übernommen.